# Čeklís (hrad)
Čeklís je zřícenina hradu na okraji obce Bernolákovo v sousedství tamního kostela svatého Štěpána. Hrad byl pravděpodobně založen v polovině třináctého století a opuštěn koncem století patnáctého. Dochovaly se z něj nevelké zbytky obvodové hradby a příkopu. Dominantou hradního areálu je vodárenská věž ze začátku dvacátého století. Pozůstatky hradu a věž vodojemu jsou chráněny jako národní kulturní památka.

## Historie
Je možné, že první panské sídlo v Bernolákovu stálo už okolo poloviny dvanáctého století v blízkosti kostela svatého Štěpána. Zaniklo požárem a v polovině třináctého století bylo do nově zarovnaného terénu založeno zdivo kamenné obvodové hradby.
První písemná zmínka o hradu je nepřímá a pochází z roku 1290. Nachází se v přídomku Pavla z Čeklíse, syna svatojurského hraběte Kosmy. Někdy během let 1305–1307 prodal svatojurský hrabě Abrahám III. Bernolákovo Matúši Čákovi Trenčanskému. Čákův kastelán Abrahám Rufus hrad v letech 1317–1321 přenechal králi Karlu Robertovi. Panovník jej poté donutil k výměně šintavského panství, za které Abrahám Rufus obdržel Čeklís. Jeho potomkům potom hrad patřil až do konce čtrnáctého století.
Roku 1392 hrad vyměnila Zuzana, dcera Mikuláše z Čeklíse, s králem Zikmundem za Oponice. O rok později Zikmund hrad zastavil Karlovi z Krbavi na dobu jeho života a v roce 1424 hrad zastavil znovu. V roce 1431 byl zástavním majitelem Čeklíse Štěpán z Rozhanovců, pro jehož dědice hrad spravovali jimi jmenovaní kapitáni. Spory mezi rodinami hrabat ze Svatého Jura a Pezinku se spřízněnými Rozhanovci vedly roku 1457 k dohodě, podle níž bylo zbořeno vnější opevnění hradu a oba rody měly na hradě vlastního kastelána. Přesto byl Čeklís v roce 1468 dvakrát obležen a dobyt.
Koncem patnáctého století byl Čeklís připojen k Šintavě a nepotřebný hrad brzy poté zanikl. Jako zřícenina je poprvé uveden v roce 1511. V sedmnáctém století se novým panským sídlem stal bernolákovský zámek.

## Archeologie
Během archeologického výzkumu v letech 2012–2018 byl získán rozsáhlý soubor kostí a jejich fragmentů. Podle nich byly nejsčastěji konzumovanými hospodářskými zvířaty skot a prasata. Méně se vyskytovaly kosti obcí, koz a zejména kura domácího. Významné bylo zastoupení 
kostí divoce žijících zvířat.

## Stavební podoba
Hrad ze tří stran obíhal příkop, před nímž býval val, který ale zcela zanikl. Přímý průběh jediného torzovitě dochovaného úseku hradby naznačuje, že hrad míval pravidelný půdorys. Hradba byla 1,9 metru silná. Podoba původní vnitřní zástavby je neznámá.
Ve druhé stavební fázi na přelomu třináctého a čtrnáctého století byla v severozápadním nároží opevnění postavena čtverhranná věž, která umožnila přímou kontrolu přechodu přes říčku Černou vodu. Nejspíše na začátku patnáctého století byla mezi severní a jižní obvodovou hradbou, věží a starším násypem postavena budova s rozměry 10–15,5 × 6,2–6,6 metru. Při archeologickém výzkumu v ní byly nalezeny zbytky kvalitně zpracovaného gotického portálu, zlomek žebra a části pozdněgotických okenních šambrán. Budova zanikla při požáru, který zřejmě souvisí s některou z vojenských akcí ve druhé polovině patnáctého století. Dobu zániku budovy datuje přibližně dvě stě mincí z doby po roce 1448, které při požáru propadly do zásypu sklepa.
Ve střední části hradního jádra se nachází na plošině uměle navršeného pahorku vodárenská věž ze začátku dvacátého století. Pohorek mohl být navršen v pozdním středověku, ale podle nálezů kalenderberské keramiky  může být také mohylou ze starší doby železné. Případná mohyla však byla ve středověku, ještě před výstavbou hradu, rozšířena. V roce 2023 proběhla oprava vodárenské věže.